# Palmetto (film)
Pour plus de détails, voir Fiche technique et Distribution.
Palmetto est un film policier germano-américain réalisé par Volker Schlöndorff, sorti en 1998.

## Synopsis
Après avoir purgé sa peine de prison pour une faute qu'il n'a pas commise, Harry Barber revient dans la ville corrompue de Palmetto. Il est engagé par Madame Malroux pour simuler le faux kidnapping de sa belle-fille, héritière d'un riche milliardaire mourant. Mais Harry est très vite la victime de ce piège machiavélique.

## Fiche technique
Sauf indication contraire, les informations mentionnées dans cette section peuvent être confirmées par la base de données cinématographiques IMDb,  présente dans la section « Liens externes ».
- Titre français et original : Palmetto
- Réalisation : Volker Schlöndorff
- Scénario : E. Max Frye, d'après le roman Just Another Sucker de James Hadley Chase
- Photographie : Thomas Kloss
- Musique : Klaus Doldinger
- Montage : Peter Przygodda
- Production : Al Corley, Eugene Musso, Bart Rosenblatt et Matthias Wendlandt
- Sociétés de production : Castle Rock Entertainment
- Société de distribution : Columbia Pictures
- Pays de production :  États-Unis,  Allemagne
- Langue originale : anglais
- Format : couleurs - 2,35:1 – 35 mm — son Dolby Digital
- Genre : policier
- Durée : 114 minutes
- Dates de sortie  :
  - États-Unis : 20 février 1998
  - France : 6 juin 2000 sur Cinéstar 1[1] ; 9 août 2000 en VHS.

## Distribution
- Woody Harrelson (VF : Dominique Collignon-Maurin) : Harry Barber
- Elisabeth Shue (VF : Isabelle Ganz) : Mrs. Donnelly/Rhea Malroux
- Gina Gershon (VF : Juliette Degenne) : Nina
- Rolf Hoppe : Felix Malroux
- Michael Rapaport (VF : Emmanuel Karsen) : Donnelly
- Jada Pinkett Smith (VF : Annie Milon) : Annette Williams
- Chloë Sevigny (VF : Stéphanie Murat) : Odette
- Tom Wright (VF : Jean-Paul Pitolin) : John Renick
- Marc Macaulay (en) : Miles Meadows
- Joe Hicker : un avocat
- Ralph Wilcox : le juge
- Richard Booker : Billy Holden